# Copa de Algarve 2014
La Copa de Algarve de 2014 fue la vigésimo primera edición de este torneo. Es una competición anual de fútbol femenino organizada en la región de Algarve en Portugal.
El campeón fue Alemania al vencer a Japón por 3 a 0.

## Equipos participantes
| Equipo          | FIFA Rankings (diciembre de 2013) |
| --------------- | --------------------------------- |
| Estados Unidos  | 1                                 |
| Alemania        | 2                                 |
| Japón           | 3                                 |
| Suecia          | 6                                 |
| Noruega         | 8                                 |
| Corea del Norte | 10                                |
| Dinamarca       | 13                                |
| China           | 18                                |
| Islandia        | 19                                |
| Rusia           | 21                                |
| Austria         | 29                                |
| Portugal        | 41                                |

## Fase de grupos

### Grupo A
| Equipo   | Pts | PJ | PG | PE | PP | GF | GC | DG |
| -------- | --- | -- | -- | -- | -- | -- | -- | -- |
| Alemania | 9   | 3  | 3  | 0  | 0  | 9  | 1  | 8  |
| Islandia | 6   | 3  | 2  | 0  | 1  | 3  | 6  | −3 |
| China    | 3   | 3  | 1  | 0  | 2  | 1  | 2  | −1 |
| Noruega  | 0   | 3  | 0  | 0  | 3  | 2  | 6  | −4 |

- Los horarios corresponden a la Hora del Oeste Europeo (WET): UTC±00:00

| 5 de marzo, 16:00 | Noruega | 0:1     | China       | Estádio Municipal, Vila Real de Santo António        |                                                      |
|                   |         | Reporte | Yang Li 75' | Asistencia: 150 espectadores Árbitra: Yeimy Martinèz | Asistencia: 150 espectadores Árbitra: Yeimy Martinèz |

| 5 de marzo, 16:00 | Alemania                                                               | 5:0     | Islandia | Estádio Municipal, Albufeira                             |                                                          |
|                   | Šašić 7', 45+1' (pen.) · Marozsán 23' (pen.) · Goeßling 59' · Popp 63' | Reporte |          | Asistencia: 400 espectadores Árbitra: Stéphanie Frappart | Asistencia: 400 espectadores Árbitra: Stéphanie Frappart |

| 7 de marzo, 15:00 | Noruega       | 1:2     | Islandia                                | Municipal Stadium, Lagos |                        |
|                   | Mykjåland 82' | Reporte | Edvardsdottir 48' · Þorsteinsdóttir 86' | Árbitra: Teodora Albon   | Árbitra: Teodora Albon |

| 7 de marzo, 17:10 | Alemania   | 1:0     | China | Estádio Municipal, Albufeira                         |                                                      |
|                   | Mittag 79' | Reporte |       | Asistencia: 500 espectadores Árbitra: Sheena Dickson | Asistencia: 500 espectadores Árbitra: Sheena Dickson |

| 10 de marzo, 18:30 | China | 0:1     | Islandia     | Estádio Municipal, Lagos |                    |
|                    |       | Reporte | 90+1' (o.g.) | Árbitra: Rita Gani       | Árbitra: Rita Gani |

| 10 de marzo, 18:30 | Noruega             | 1:3     | Alemania                                | Estádio Municipal, Albufeira                             |                                                          |
|                    | Mykjåland 2' (pen.) | Reporte | Laudehr 12' · Mittag 31' · Marozsán 55' | Asistencia: 400 espectadores Árbitra: Cristina Dorcioman | Asistencia: 400 espectadores Árbitra: Cristina Dorcioman |

### Grupo B
| Equipo         | Pts | PJ | PG | PE | PP | GF | GC | DG |
| -------------- | --- | -- | -- | -- | -- | -- | -- | -- |
| Japón          | 7   | 3  | 2  | 1  | 0  | 4  | 2  | 2  |
| Suecia         | 6   | 3  | 2  | 0  | 1  | 4  | 2  | 2  |
| Dinamarca      | 3   | 3  | 1  | 0  | 2  | 5  | 6  | −1 |
| Estados Unidos | 1   | 3  | 0  | 1  | 2  | 4  | 7  | −3 |

- Los horarios corresponden a la Hora del Oeste Europeo (WET): UTC±00:00

| 5 de marzo, 13:45 | Japón      | 1:1     | Estados Unidos | Estadio Bela Vista, Parchal                          |                                                      |
|                   | Miyama 82' | Reporte | Leroux 76'     | Asistencia: 500 espectadores Árbitra: Efthalia Mitsi | Asistencia: 500 espectadores Árbitra: Efthalia Mitsi |

| 5 de marzo, 19:00 | Suecia                      | 2:0     | Dinamarca | Estádio Municipal, Albufeira |                        |
|                   | Asllani 15' · Rubensson 18' | Reporte |           | Árbitra: Casey Reibelt       | Árbitra: Casey Reibelt |

| 7 de marzo, 14:30 | Suecia      | 1:0     | Estados Unidos | Estádio Municipal, Albufeira                           |                                                        |
|                   | Schelin 23' | Reporte |                | Asistencia: 2,000 espectadores Árbitra: Yeimy Martinèz | Asistencia: 2,000 espectadores Árbitra: Yeimy Martinèz |

| 7 de marzo, 15:10 | Japón        | 1:0     | Dinamarca | Estadio Bela Vista, Parchal |                             |
|                   | Iwabuchi 43' | Reporte |           | Árbitra: Cristina Dorcioman | Árbitra: Cristina Dorcioman |

| 10 de marzo, 15:40 | Japón                         | 2:1     | Suecia       | Estádio Algarve, Faro  |                        |
|                    | Ōgimi 48' · Miyama 89' (pen.) | Reporte | Sembrant 41' | Árbitra: Teodora Albon | Árbitra: Teodora Albon |

| 10 de marzo, 15:40 | Estados Unidos                       | 3:5     | Dinamarca                                                                 | Estádio Municipal, Albufeira                       |                                                    |
|                    | Press 59' · Leroux 65' · Rapinoe 68' | Reporte | Veje 24' · Nadim 35' · S. Sørensen 39' · Rasmussen 62' · K. Nielsen 90+2' | Asistencia: 750 espectadores Árbitra: Riem Hussein | Asistencia: 750 espectadores Árbitra: Riem Hussein |

### Grupo C
| Equipo          | Pts | PJ | PG | PE | PP | GF | GC | DG |
| --------------- | --- | -- | -- | -- | -- | -- | -- | -- |
| Corea del Norte | 9   | 3  | 3  | 0  | 0  | 6  | 1  | 5  |
| Rusia           | 3   | 3  | 1  | 0  | 2  | 6  | 6  | 0  |
| Austria         | 3   | 3  | 1  | 0  | 2  | 5  | 7  | −2 |
| Portugal        | 3   | 3  | 1  | 0  | 2  | 4  | 7  | −3 |

- Los horarios corresponden a la Hora del Oeste Europeo (WET): UTC±00:00

| 5 de marzo, 16:00 | Rusia          | 1:2     | Corea del Norte                | Estádio Municipal, Lagos |                         |
|                   | Morozova 90+2' | Reporte | Jong Yu-Ri 33' · Ra Un-Sim 90' | Árbitra: Therese Neguel  | Árbitra: Therese Neguel |

| 5 de marzo, 16:00 | Portugal                  | 3:2     | Austria                         | Estadio Bela Vista, Parchal |                       |
|                   | Neto 15', 61' · Silva 27' | Reporte | Zadrazil 33' · Schnaderbeck 40' | Árbitra: Riem Hussein       | Árbitra: Riem Hussein |

| 7 de marzo, 18:00 | Portugal   | 1:3     | Rusia                                | Estadio Bela Vista, Parchal |                    |
|                   | Mendes 11' | Reporte | Pantyukhina 54', 76' · Korovkina 60' | Árbitra: Rita Gani          | Árbitra: Rita Gani |

| 7 de marzo, 18:00 | Austria | 0:2     | Corea del Norte                | Estádio Municipal, Lagos |                   |
|                   |         | Reporte | Kim Un-ju 57' · Ho Un-Byol 72' | Árbitra: Wang Jia        | Árbitra: Wang Jia |

| 10 de marzo, 18:30 | Portugal | 0:2     | Corea del Norte                | Estádio Algarve, Faro   |                         |
|                    |          | Reporte | Ho Un-Byol 39' · Ra Un-Sim 54' | Árbitra: Sheena Dickson | Árbitra: Sheena Dickson |

| 10 de marzo, 18:30 | Austria                               | 3:2     | Rusia                    | Estádio Municipal, Vila Real de Santo António |                         |
|                    | Makas 19' · Prohaska 30' · Burger 88' | Reporte | Morozova 18', 62' (pen.) | Árbitra: Yeimy Martinèz                       | Árbitra: Yeimy Martinèz |

## Fase final
- Los horarios corresponden a la Hora del Oeste Europeo (WET): UTC±00:00

### 11.° puesto
| 12 de marzo, 11:00 | Austria                    | 2:1     | Portugal  | Estádio Algarve, Faro |                   |
|                    | Prohaska 2' · Zadrazil 27' | Reporte | Silva 72' | Árbitra: Wang Jia     | Árbitra: Wang Jia |

### 9.° puesto
| 12 de marzo, 14:30 | Rusia        | 1:0     | Noruega | Estadio Bela Vista, Parchal |                    |
|                    | Sochneva 88' | Reporte |         | Árbitra: Rita Gani          | Árbitra: Rita Gani |

### 7.° puesto
| 12 de marzo, 11:00 | Corea del Norte | 0:3     | Estados Unidos                  | Estadio Bela Vista, Parchal                              |                                                          |
|                    |                 | Reporte | Wambach 11', 58' · O'Reilly 88' | Asistencia: 250 espectadores Árbitra: Stéphanie Frappart | Asistencia: 250 espectadores Árbitra: Stéphanie Frappart |

### 5.° puesto
| 12 de marzo, 11:00 | China      | 1:1 (5:4 p.) | Dinamarca              | Estádio Municipal, Albufeira |                         |
|                    | Yang Li 7' | Reporte      | Troelsgaard 87' (pen.) | Árbitra: Sheena Dickson      | Árbitra: Sheena Dickson |

### 3.° puesto
| 12 de marzo, 11:00 | Islandia                 | 2:1     | Suecia        | Estádio Municipal, Albufeira |                        |
|                    | Þorsteinsdóttir 27', 31' | Reporte | Göransson 89' | Árbitra: Casey Reibelt       | Árbitra: Casey Reibelt |

### Final
| 12 de marzo, 14:10 | Alemania                               | 3:0     | Japón | Estádio Algarve, Faro                                |                                                      |
|                    | Keßler 46' · Mittag 50' · Marozsán 61' | Reporte |       | Asistencia: 600 espectadores Árbitra: Efthalia Mitsi | Asistencia: 600 espectadores Árbitra: Efthalia Mitsi |

| Campeón             |
| Alemania 3.° título |

## Goleadoras
| Jugadora              | Goles |
| --------------------- | ----- |
| Anja Mittag           | 3     |
| Dzsenifer Marozsán    | 3     |
| Elena Morozova        | 3     |
| Harpa Porsteinsdóttir | 3     |